# The Mazamas

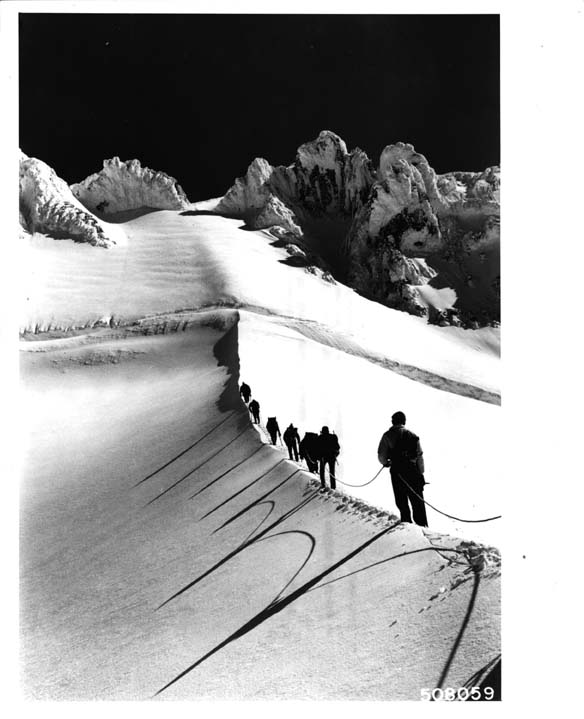
Eine Seilschaft der Mazamas erklettert den Mount Hood (Sommer 1963)

Mazamas (ausgesprochen mah-sah-mas) ist eine in Portland (Oregon) beheimatete Bergsteiger-Organisation, die 1894 gegründet wurde. Sie ist Herausgeberin des Mazamas Magazine.

## Förderung des Bergsteigens

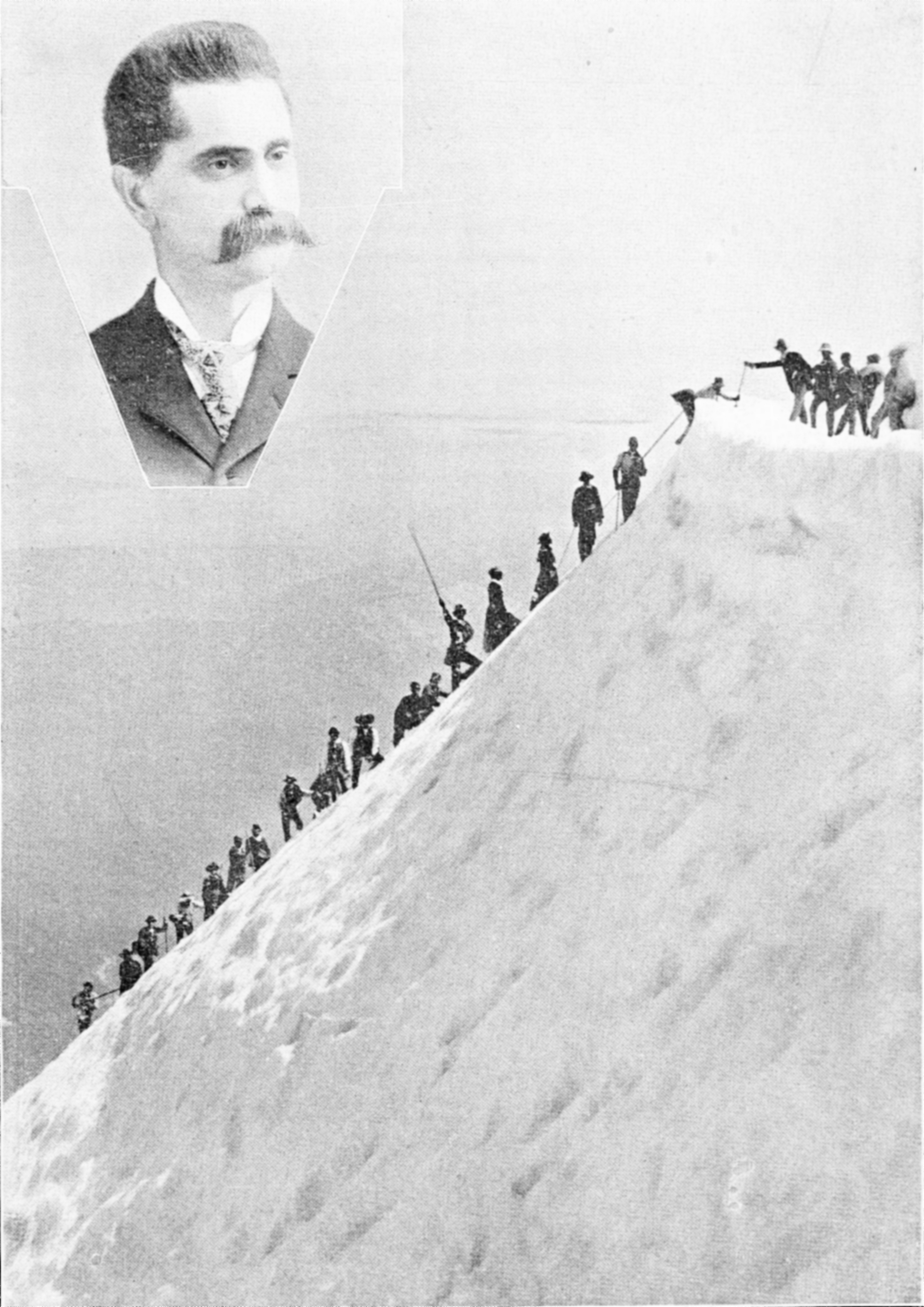
Die Ersteigung des Mount Hood am 19. Juli 1894, bei der die Organisation der Mazamas von 105 Bergsteigern, unter ihnen W. G. Steel (links oben) gegründet wurden

Die Mazamas waren seit ihrer Gründung ein bedeutender Teil der Bergsteiger-Gemeinschaften im Pazifischen Nordwesten der Vereinigten Staaten. Die Mazamas sind hinsichtlich ihrer Ziele und Aktivitäten den Mountaineers aus Seattle sehr ähnlich, welche 1906 als Unterstützerorganisation der Mazamas gegründet wurden.
Die Mazamas bieten jährlich mehr als 900 Bergwanderungen und 350 Klettertouren für mehr als 13.000 Teilnehmer an. Eine Vielzahl von Lehrgängen und Aktivitäten werden für alle Befähigungs- und Fitnessstufen sowohl für Mitglieder als auch Nicht-Mitglieder angeboten. Die Organisation fördert das Bergsteigen durch (Weiter-)Bildung, Kletter- und Wanderaktivitäten, Mitgliedschaft, Sicherheitstrainings und den Schutz der Bergwelt.

## Gründung
Die Mazamas wurden offiziell am 19. Juli 1894 auf dem Gipfel des Mount Hood von einer Gruppe von 105 Bergsteigern gegründet. Mitglieder des früheren Oregon Alpine Club, J. Francis Drake,  Martin W. Gorman, Francis C. Little, William G. Steel, Charles H. Sholes und Oliver C. Yocum hatten den Aufstieg geplant, um einen neuen Club zu gründen; sie hatten den Namen am 19. März ausgewählt. Die Bergsteiger hatten auf ein Inserat im Morning Oregonian vom 12. Juni 1894 reagiert, das ein Treffen auf dem Gipfel ankündigte. Schon bald nach der Gründung führten die Mitglieder Erstbesteigungen in ganz Oregon und Washington durch.

## Name
Der Name Mazamas bedeutet Schneeziegen und stammt vom Nahuatl-Wort mazatl (Hirsch). Der Mount Mazama, der kollabierte Vulkan, welcher den Crater Lake bildete, liegt in Oregon und wurde am 21. August 1896 nach der Organisation benannt, während diese ihre Jahresversammlung abhielt. Ebenso benannten sie den Mazama-Gletscher am Mount Adams 1895 und den Mazama-Gletscher am Mount Baker 1907 nach sich selbst.